# La Légende de Zatoïchi : Le Masseur aveugle
Série Zatoichi
La Légende de Zatoïchi : Le Secret
(1962)
Pour plus de détails, voir Fiche technique et Distribution.
La Légende de Zatoïchi : Le Masseur aveugle (座頭市物語, Zatōichi monogatari) est un film japonais réalisé par Kenji Misumi sorti en 1962. C'est le premier d'une série de 26 films avec Shintarō Katsu dans le rôle de Zatoichi.

## Synopsis
Zatoichi est un yakuza aveugle, il exerce la profession de masseur itinérant. Son voyage le mène à Iioka sur l'invitation du parrain Sukegoro. Ce dernier prépare une guerre contre le clan Sasagawa de son rival, le parrain Shigezo. Il espère que Zatoichi va se ranger à ses côtés, car il connaît bien les formidables capacités de bretteur du masseur et sait que le clan adverse a engagé un redoutable rōnin du nom de Miki Hirate. Zatoichi cependant n'est pas très enclin à aider Sukegoro qui se montre quelque peu méprisant envers lui, d'autant qu'il fait la connaissance de Miki Hirate et noue avec lui une relation de respect et d'amitié. Les sens aiguisés de Zatoichi lui permettent de déceler que Hirate souffre de tuberculose.
Parallèlement, Zatoichi vient en aide à Otane, la sœur de Tatekichi, un fieffé gredin du clan Iioka que Sukegoro a mis à son service. Tatekichi cherche à persuader sa sœur de retourner auprès de Seisuke, un membre de son clan qu'elle vient de quitter. Zatoichi s'interpose et Otane tombe sous le charme du masseur.
Lorsque Sukegoro apprend que le garde du corps des Sasagawa crache du sang et est alité, il rassemble ses troupes pour attaquer celles de Shigezo, plus faibles en nombre. Mais son plan est contrarié par la présence de Miki Hirate qui, bien que malade, participe à la bataille. Il provoque Zatoichi en un duel fratricide et perd la vie, remerciant dans un dernier souffle le masseur de lui permettre de mourir dignement par le sabre plutôt que par la maladie. Au prix de pertes nombreuses, Sukegoro remporte la victoire.
Zatoichi rabroue vertement le parrain qui se réjouit ostensiblement de cette trop sanglante victoire, refusant l'argent offert pour lui être venu en aide. Il paie au temple de quoi dresser une tombe digne à Miki Hirate et quitte en solitaire Iioka, contournant la grande route où l'attend Otane qui désire le suivre.

## Fiche technique
- Titre français : La Légende de Zatoïchi : Le Masseur aveugle
- Titre français alternatif : L'Histoire de Zatoichi[1]
- Titre original : 座頭市物語 (Zatōichi monogatari?)
- Réalisation : Kenji Misumi
- Scénario : Minoru Inuzuka d'après une nouvelle de Kan Shimozawa
- Photographie : Chikashi Makiura
- Montage : Kanji Suganuma
- Musique : Akira Ifukube
- Producteur : Ikuo Kubodera
- Sociétés de production : Daiei
- Pays d'origine :  Japon
- Langue originale : japonais
- Format : noir et blanc — 2,35:1 — 35 mm — son mono
- Genre : drame ; yakuza eiga ; chanbara
- Durée : 96 minutes[2] (métrage : 8 bobines - 2630 m[2])
- Date de sortie :
  - Japon : 18 avril 1962[2]

## Distribution
- Shintarō Katsu : Zatoichi
- Masayo Banri : Otane
- Michirō Minami : Tatekichi, le frère d'Otane
- Shigeru Amachi : Miki Hirate
- Eijirō Yanagi : le parrain Sukegoro d'Iioka
- Ryūzō Shimada : le parrain Shigezo de Sasagawa
- Manabu Morita : l'ex-compagnon d'Otane
- Yoshindo Yamaji : le père d'Otane et de Tatekichi
- Hajime Mitamura : le parrain Hanji de Matsugishi
- Chitose Maki : la femme de Hanji

## Autour du film
Le personnage de Zatoichi est issu d'une adaptation d'une courte nouvelle de Kan Shimozawa parue en 1961 et qui sert de prélude à un roman historique basé sur des faits réels. Dans ce récit, Ioka no Sukegoro (le parrain Sukegoro du village d'Iioka) narre la vie d'un yakuza à la fin de la période Edo.
Shintarō Katsu incarne le personnage de Zatoichi au cinéma dans 25 films entre 1962 et 1973 puis dans un 26e en 1989 ainsi que dans quatre saisons d'une série télévisée qui comporte 100 épisodes entre 1974 et 1979.
Miki Hirate est un personnage historique, un rōnin exerçant la profession de yōjinbō (garde du corps) à la fin de la période Edo pour le compte de la famille Sasagawa. Il meurt de ses blessures après avoir échappé à une embuscade.